# Neurotoca notata
Neurotoca notata là một loài bướm đêm trong họ Geometridae.